# Grecia Colmenares
Grecia Dolores Colmenares Mieussens (ur. 7 grudnia 1962 w Valencia, w Wenezueli) – wenezuelska aktorka, znana w Polsce z telenowel: Maria (1985), Namiętności (1988), Zbuntowana (1989), Manuela (1991), Milagros (1993), Dwa oblicza miłości (1996) i Pożyczone życie (Vidas prestadas, 2000).

## Filmografia
- 1974: Angélica jako Angelica jako dziewczynka
- 1976: Carolina jako Blanquita
- 1977: Iliana
- 1977: Zoraida
- 1977: Tormento
- 1978: Sangre azul jako María de los Ángeles
- 1979: Estefania jako Ana María Escobar
- 1980: Elizabeth jako Lourdes
- 1981: Marielena jako Raquel
- 1981: Rosalinda jako Rosalinda
- 1983: Días de infamia jako Minerva
- 1983: Chao Cristina jako Diana Paiva Cáceres
- 1984: Azuceca jako Azucena Rodríguez
- 1984-1985: Topacio jako Topacio Sandoval
- 1985-1986: Maria (María de nadie) jako María Linares
- 1987: Grecia jako Grecia
- 1988: Pasiones jako Milagros Sarmiento
- 1989: Rebelde jako Marina Roldán
- 1991: Manuela jako Manuela Verezza / Isabel Guerrero
- 1993: Primer Amor jako María Inés
- 1993: Milagros (Más allá del horizonte) jako María Olazabal / Milagros
- 1995: El dia que me quieros jako Soledad
- 1996: Dwa oblicza miłości (Amor sagrado) jako Eva Herrera| Ángeles Herrera
- 1999: Chiquititas jako Ana Pizarro
- 2000: Pożyczone życie (Vidas prestadas) jako Fernanda Valente López